# Eurystyles cotyledon
Eurystyles cotyledon là một loài thực vật có hoa trong họ Lan. Loài này được Wawra mô tả khoa học đầu tiên năm 1863.